# Salvador Beltrán del Río
Salvador Beltrán del Río Madrid (Chihuahua, Chihuahua; 29 de julio de 1959) es un jurista, académico y político mexicano. Se ha desempeñado como diputado federal de 1994 a 1997 y comisionado del Instituto Nacional de Migración del 7 de octubre de 2010 al 30 de noviembre de 2012 durante la presidencia de Felipe Calderón. Es miembro del Partido Acción Nacional.

## Biografía
Salvador Beltrán del Río es abogado egresado de la Universidad de Monterrey, maestro en Derecho por la Universidad de Harvard y maestro en Estudios Latinoamericanos por la Universidad de Nuevo México. 
Miembro del Partido Acción Nacional inició su actividad política en su estado natal de Chihuahua al ser electo en 1994 diputado federal a la LVI Legislatura de ese año a 1997 por el principio de representación proporcional, de 1997 a 2000 fue titular de la Fundación Miguel Estrada Iturbide del PAN y en 2001 el presidente Vicente Fox lo nombró cónsul general de México en Nueva York, cargo que ocupó en 2003 en que pasó a ser director jurídico del Banco Nacional de Obras y Servicios Públicos (Banobras), en octubre del mismo año fue nombrado director general de Asuntos Internacional de la Secretaría de Energía; permaneciendo en el cargo hasta 2007 en que fue a su vez nombrado director general de Asuntos Religiosos de la Secretaría de Gobernación y luego Subsecretario para América Latina y el Caribe de la Secretaría de Relaciones Exteriores.
El 7 de octubre de 2010 el presidente Felipe Calderón Hinojosa lo designó como titular del Instituto Nacional de Migración, en sustitución de Cecilia Romero Castillo, cargo que ocupó hasta el final del sexenio. 
Desde el 2019 es Director de la Escuela de Gobierno y Economía de la Universidad Panamericana.